# Madison Bumgarner
Madison Kyle Bumgarner (Hickory, 1º agosto 1989) è un giocatore di baseball statunitense, lanciatore partente svincolato della Major League Baseball (MLB).

## Biografia

### Primi anni
Bumgarner nacque il 1º agosto 1989 a Hickory, nella Carolina del Nord. Crebbe in una zona a dieci miglia di distanza, soprannominata "Bumtown", a causa dell'abbondanza di persone con cognome "Bumgarner" che vi hanno vissuto negli anni dopo l'arrivo dei loro antenati dalla Germania.
Bumgarner crebbe in una casa costruita dal padre, iniziando a giocare nel baseball giovanile all'età di 4 anni. Suo padre dovette firmare una liberatoria perché la lega era per bambini dai cinque agli otto anni. I suoi genitori, Kevin e Debbie, divorziarono mentre Bumgarner era al liceo.
Come un altro giocatore della Major League, Brett Cecil, Bumgarner è destrorso e lanciare è l'unica azione che compie con la mano sinistra.

### Carriera professionistica
Bumgarner fu scelto dai San Francisco Giants nel corso del primo giro (decimo assoluto) del Draft MLB 2007. Nel suo primo anno da professionista nelle minor League, il 2008, vinse la tripla corona dei lanciatori della South Atlantic League. Debuttò nella MLB l'8 settembre 2009, all'AT&T Park di San Francisco contro i San Diego Padres. All'età di venti anni divenne il giocatore più giovane a debuttare con la franchigia in MLB dal trasferimento dei Giants in California. Concluse la stagione con 10 inning giocati in 4 partite, una media PGL di 1.80 e 10 strikeout.

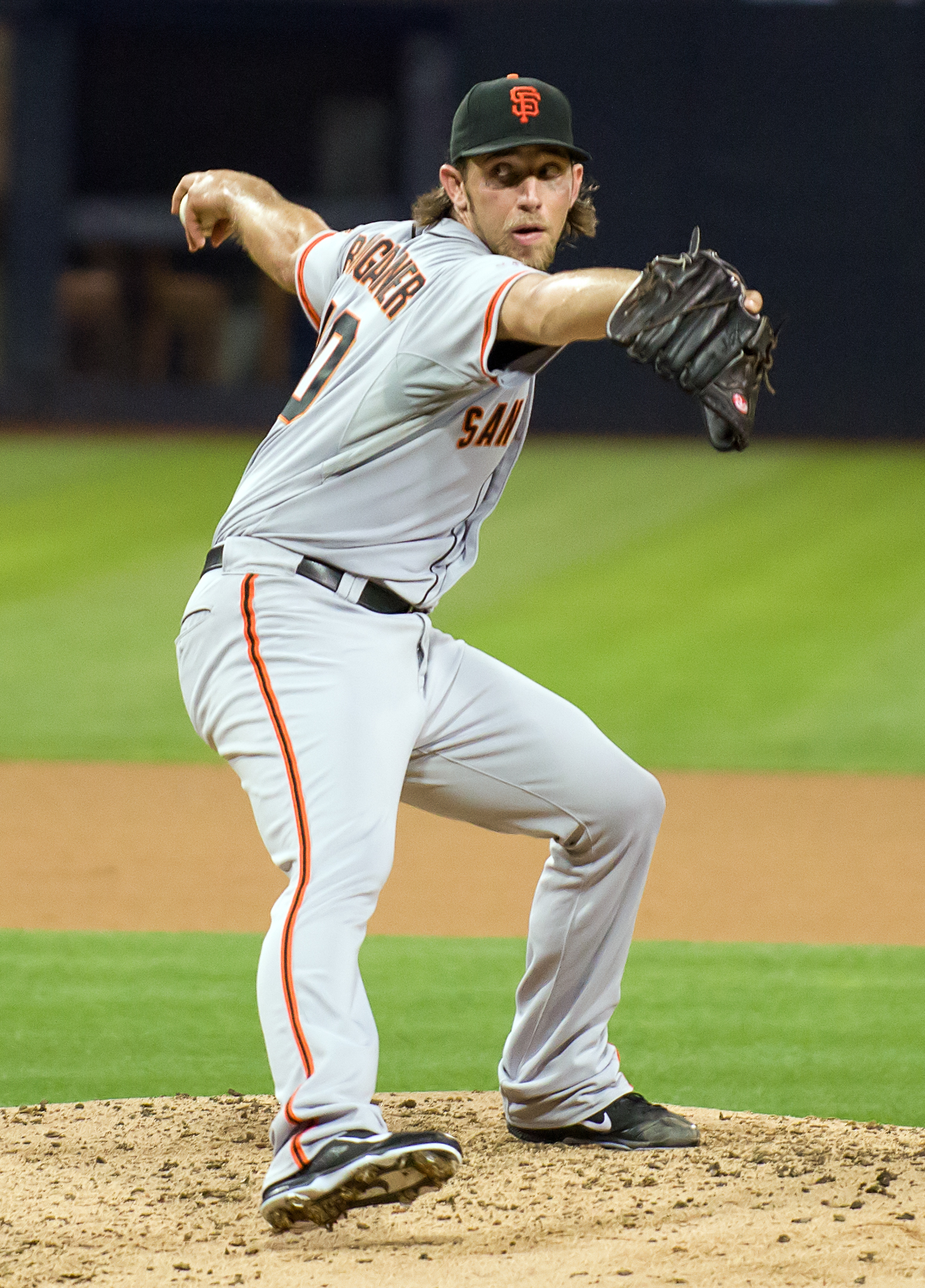
Madison Bumgarner nel 2013

Nel 2010, Bumgarner iniziò la stagione nelle minor league ma fu richiamato a metà stagione, diventando il più giovane lanciatore mancino a giocare otto inning senza subire punti nelle World Series 2010, che quell'anno i Giants vinsero per la prima volta dal 1954 e per la prima volta a San Francisco dal trasferimento da New York avvenuto nel 1958.
Il 17 aprile 2012, Bumgarner accettò un'estensione del contratto con i San Francisco Giants della durata di sei anni per un valore complessivo di 35,56 milioni di dollari fino alla stagione 2017, con un'opzione da 12 milioni per il 2018 e il 2019. Il 12 giugno all'AT&T Park di Houston contro gli Astros, giocando in battuta, Bumgarner effettuò il suo primo baseball in carriera. Al termine della stagione conquistò il suo secondo anello, con i San Francisco Giants che vinsero le World Series 2012.
Nel 2013, Bumgarner fu selezionato per giocare il suo primo All-Star Game. Tuttavia, non scese in campo durante la partita.
Nel 2014, Bumgarner stabilì un record in carriera di vittorie con 18, vincendo per la terza volta il titolo coi Giants. Nelle World Series 2014, Bumgarner vinse gara 1 e gara 5 dove giocò una gara completa senza subire punti. Nella decisiva gara 7 lanciò cinque inning senza subire punti come rilievo. Dopo una delle più dominanti prestazioni nella storia dei playoff e delle World Series per un pitcher nella storia moderna della MLB, fu nominato miglior giocatore delle World Series, premiato con il Babe Ruth Award (assegnato al miglior giocatore dei playoff) e l'Associated Press lo incoronò Atleta maschile dell'anno. Nello stesso anno, come battitore, Bumgarner pareggiò il record di Tony Cloninger per un lanciatore, stabilito del 1966, colpendo due grandi slam.
Il 20 settembre 2016, in una partita al Dodger Stadium contro i Los Angeles Dodgers, Bumgarner fece registrare il suo 240º strikeout stagionale, superando il primato stagionale di franchigia per un lanciatore mancino appartenente a Cy Seymour nel 1898, 118 anni prima. Nello stesso anno fu convocato per il suo quarto All-Star Game consecutivo.
Il 17 dicembre 2019, Bumgarner firmò un contratto quinquennale del valore di 85 milioni di dollari con gli Arizona Diamondbacks.

## Palmarès

### Club
- Campione delle World Series: 3

San Francisco Giants: 2010, 2012, 2014

### Individuale
- MVP delle World Series: 1

2014
- MVP della National League Championship Series: 1

2014
- MLB All-Star: 4

2013, 2014, 2015, 2016
- Silver Slugger Award: 2

2014, 2015
- Babe Ruth Award: 1

2014
- Lanciatore del mese: 2

NL: maggio e agosto 2014
- Giocatore della settimana: 2

NL: 16 agosto 2015, 25 aprile 2021
- Atleta maschile dell'anno dell'Associated Press: 1

2014